# 北教堂 (阿姆斯特丹)

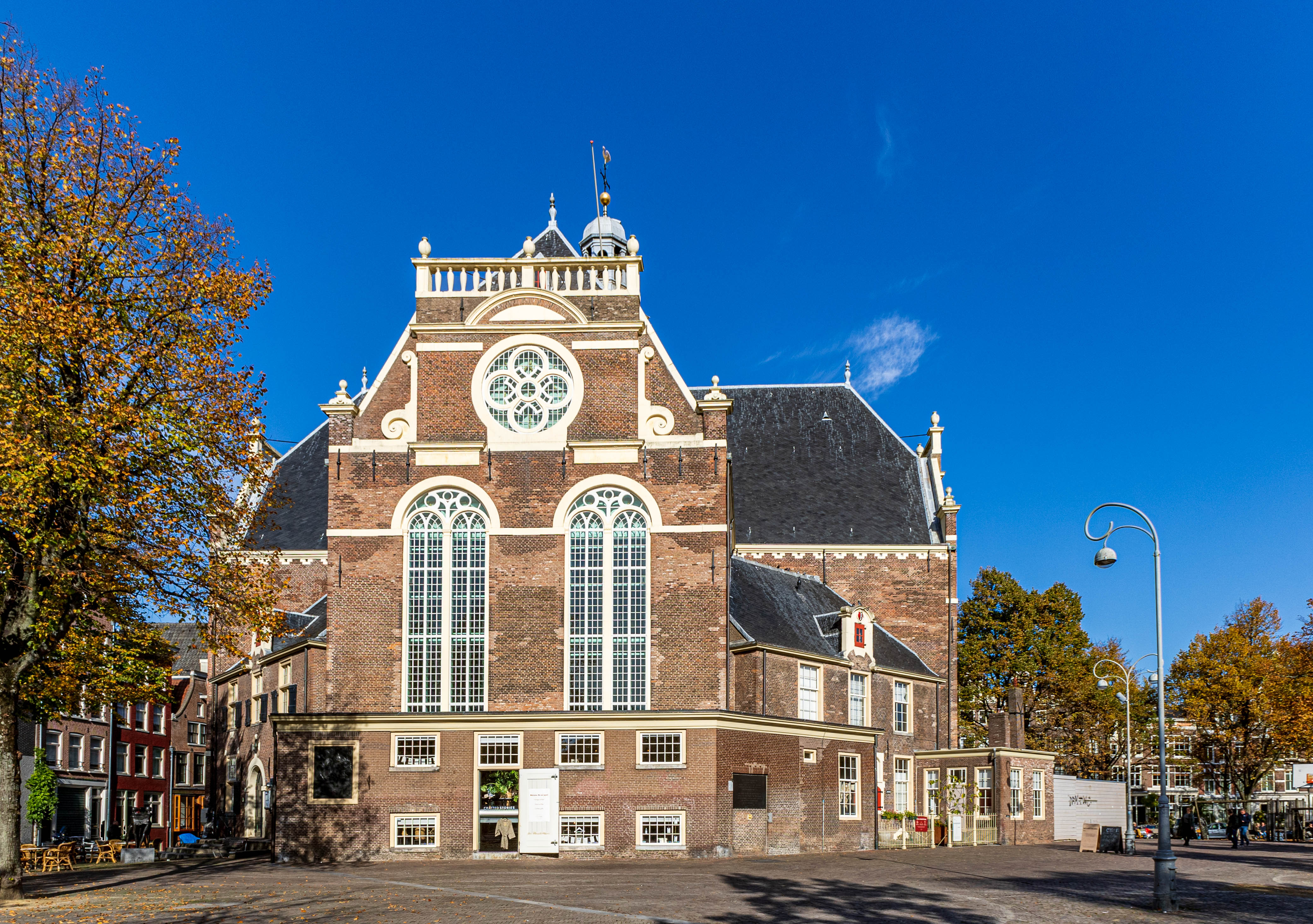
北教堂

北教堂（Noorderkerk）是荷兰阿姆斯特丹的一座十七世纪新教教堂。荷兰的海牙、霍倫、坎彭等城镇也有北教堂。
北教堂兴建于1620–1623年，服务于新的乔达安区快速增加的人口。当时乔达安区已经拥有一座教堂（西教堂），但是市政府决定再修建第二座教堂，供该区北部地区使用。北教堂主要供平民使用，而西教堂的使用者主要是中上阶层。
北教堂与南教堂和西教堂的建筑师是同一人（凯泽）。但是南教堂和西教堂采取了较为传统的巴西利卡设计，而北教堂采用对称的十字形布局，反映了文艺复兴和新教的观念。凯独特的设计结合了八角形和希腊十字的平面规划，有长度相等的四翼。十字形的每个角上有一个附件建筑物，而中心是一座小塔。巨大的托斯卡纳柱子控制着教堂内部。
北教堂修复于1993–1998年。小塔恢复于2003–2004年，管风琴恢复于2005年。该教堂仍为荷兰归正会使用，并定期举办古典音乐会。
北教堂位于王子运河河畔的北市场广场，在那里举行定期的市集，包括星期六的农贸市场。1941年，二月罢工的组织者在广场上举行非法公众集会。教堂南面有一铭牌纪念此事。
市考古服务设在教堂的南部附属部分，并使用空间，以展示最近发现的考古文物。
|  |  |